# Sabrina (Schauspielerin)
Sabrina (* 19. Mai 1936 in Stockport, Cheshire; als Norma Ann Sykes; † 24. November 2016 in Los Angeles) war eine britische Schauspielerin und Sexsymbol. Berühmt wurde die platinblonde Sabrina vor allem durch ihre eindrucksvolle Figur mit den Maßen 104-55-91.

## Leben
Nach einer ruhigen Kindheit zog es Sykes 1953 im Alter von 16 Jahren nach London, wo sie als Fotomodell für Pin-up- und Nacktaufnahmen arbeitete. Der TV-Produzent Bill Ward suchte um diese Zeit eine hübsche junge Frau als Assistentin für Arthur Askeys TV-Show Before Your Very Eyes. Er entdeckte einige Fotoaufnahmen von Sykes und wählte sie unter 23 anderen Bewerberinnen für diese Rolle aus. Sie übernahm den Künstlernamen Sabrina und wurde als „dumme Blondine“ an der Seite von Askey schlagartig berühmt. Sabrina erschien auf den Titelseiten zahlreicher Foto- und Hochglanzmagazine wie der Picture Post, dem damals auflagenstärksten Magazin seine Art, und wurde ein populärer Medienstar. Sie wirkte in diversen TV-Produktionen mit und übernahm ab 1955 auch Filmrollen. Außerdem war sie als Show- und Revuestar gefragt. Zu dieser Zeit erschienen erste Artikel und Fotostrecken in den USA, deren Presse sie als neue „Sex-Sensation“ aus England feierte. Vereinzelte Single-Veröffentlichungen wie Persuade Me, das sie 1957 mit Tony Osborne & His Orchestra aufnahm, belegen, dass Sabrina durchaus auch eine gute Gesangsstimme besaß. 
Von der britischen Regenbogenpresse als Sexbombe herausgestellt, wurde sie als Rivalin von Diana Dors gehandelt, erreichte jedoch nie deren Popularität. 
Als ihr Ruhm in England zu verblassen schien, unternahm sie eine Gesangstournee durch die USA und hatte dort diverse romantische Beziehungen unter anderem mit Sean Connery, Frank Sinatra und Johnnie Ray. Ihre letzte große Filmrolle hatte sie 1969 in dem Horrorfilm The Ice House. Hier wurde sie als Ersatz für die 1967 verstorbene Jayne Mansfield besetzt, als deren britisches Gegenstück Sabrina lange Zeit galt. 1967 heiratete sie Dr. Harold Melsheimer, einen in Los Angeles ansässigen Schönheitschirurgen. Die Ehe hielt zehn Jahre. Sabrina lebte zuletzt in Hollywood.

## Filmografie (Auswahl)
- 1955: Stock Car
- 1956: Ramsbottom Rides Again
- 1957: Ein Spatz in der Hand (Just My Luck)
- 1959: Make Mine a Million
- 1962: Satan in High Heels
- 1969: The Ice House

## Trivia
- Sabrina ließ sich ihre Brust 1957 für £125,000 versichern.
- Aufgrund Sabrinas Popularität in England wurde der 1954 erscheinende Audrey Hepburn Film Sabrina dort in Sabrina Fair umbenannt.
- Sie war Namensgeberin der Sabrina Bumpers.
- Spitznamen: „The British Bosom“, „Britain's Jayne Mansfield“, „Britain's finest hourglass“, „England's Maid of the Mountains“ oder „The Juliet with the Built-in Balcony“